# Arvid Wallmann
Arvid Wallmann (Gotemburgo, Suecia, 3 de febrero de 1901-ídem, 25 de octubre de 1982) fue un clavadista o saltador de trampolín sueco especializado en los saltos desde la plataforma alta, donde consiguió ser campeón olímpico en 1920.

## Carrera deportiva
En los Juegos Olímpicos de 1920 celebrados en Amberes (Bélgica) ganó la medalla de oro en los saltos desde la plataforma alta, con una puntuación de 183.5 puntos, por delante de sus paisanos suecos Nils Skoglund (plata con 183.0 puntos) y John Jansson (bronce con 175 puntos).